# Filippo Mastellari
Filippo Mastellari (Castello d'Argile, 25 maggio 1849 – L'Avana, 8 marzo 1922) è stato un pittore italiano.

## Biografia
Era figlio di Benedetto Mastellari (1820-1901), un capomastro di famiglia poverissima, e di Annunziata Mazzacurati (1827-1892) entrambi di Castello d'Argile. Poté accedere agli studi presso l'Accademia delle Belle Arti a Bologna grazie ad un sussidio del Comune di Castello d'Argile, dal 1864 al 1873.
In Accademia, sotto la guida di professori come Antonio Puccinelli, Antonio Muzzi e Giulio Cesare Ferrari ebbe modo di distinguersi ottenendo premi ed apprezzamenti. Terminati gli studi, nel 1874, visse a Bologna dove operò probabilmente come insegnante e collaboratore di pittori più noti, non risultando opere a sua firma. 
Nel 1889 emigrò in Colombia a Bogotà, dove già si trovava il fratello Amadeo, muratore (che ebbe poi successo come "arquitecto" costruttore di importanti edifici e chiese anche a Barranquilla e infine a Panama). Prima di arrivare in Colombia era approdato in Venezuela dove a detta del figlio decorò un teatro ottenendo anche una medaglia.
A Bogotà affrescò il plafond del Teatro Cristobal Colón, inaugurato nel 1892. Il Dizionario degli artisti in Colombia,pubblicato nel 1926,  cita Felipe Mastellari - Pintor per questa sua importante opera, ma lo indica erroneamente come nato a Firenze, forse perché la maggior parte degli artisti che lavorarono per quel teatro provenivano da Firenze, al seguito di Pietro Cantini. 

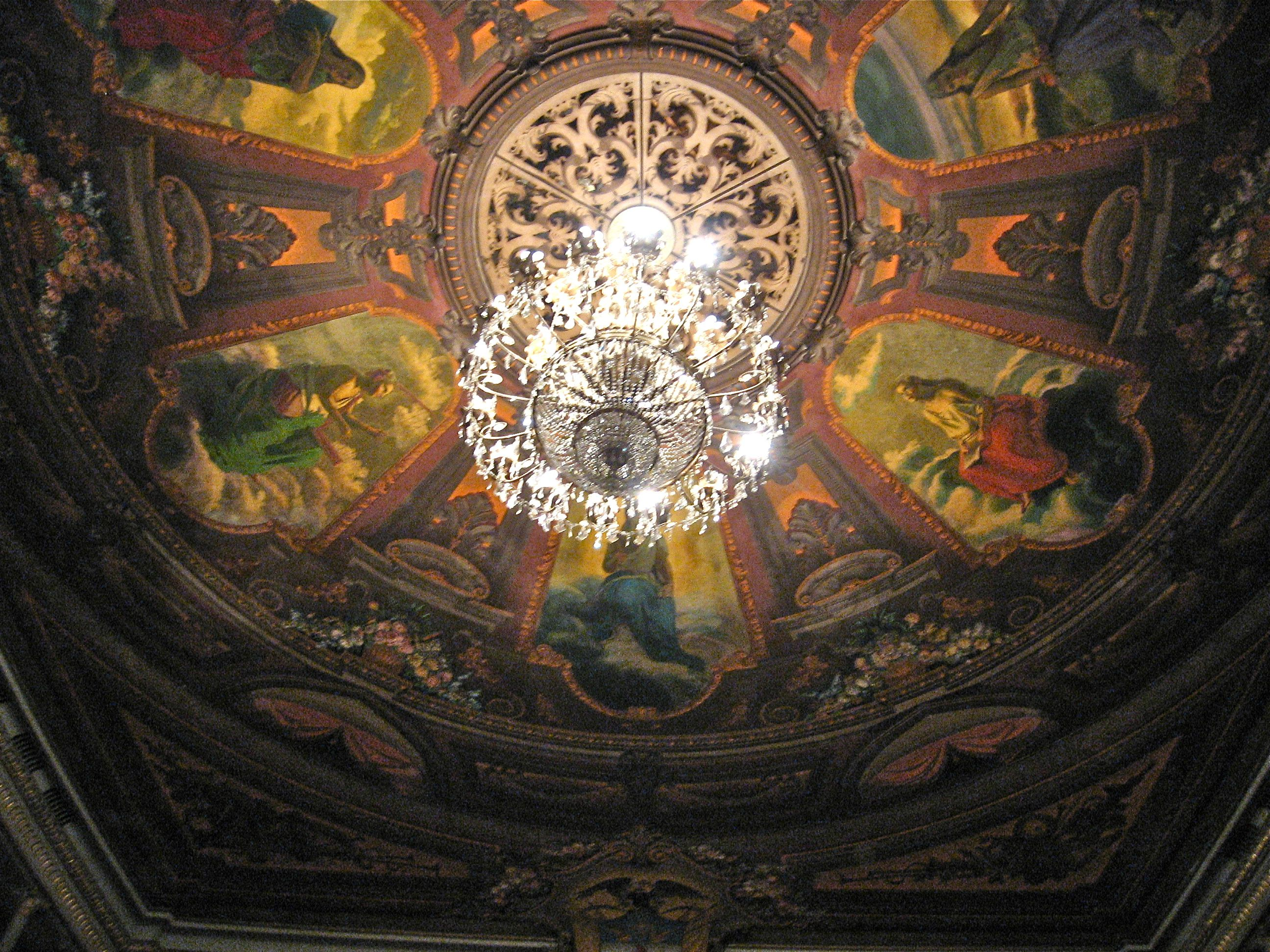
Plafond del Teatro Cristobal Colón di Bogotà in Colombia

A Bogotà, per qualche anno, tra il 1889 e il 1895, Filippo Mastellari fu anche insegnante nella Escuela Nacional de Bellas Artes ed ebbe tra i suoi allievi Jesus Maria Zamora (1871-1918) che fu importante pittore colombiano.
In seguito al successo di questa opera e al suo lavoro di insegnante si sposò con la meticcia Salomè Maecha Enciso, da cui ebbe il primo figlio, Josè,  nel 1892. 
Per motivi di salute si trasferì poi a Cartagena, una cittadina sulla costa colombiana sul Mar dei Caraibi, allora in grande espansione, dove visse per un periodo imprecisato, non trovando però molte occasioni di lavoro.
Tra il 1895 e il 1910 circa risulta residente a Puebla de Zaragoza, in Messico,la seconda grande città dello Stato, dove si trovava una Accademia delle Belle Arti, fondata nel 1812, molto apprezzata e fucina di generazioni di artisti. Vi era anche un "Circulo Catolico" che nell'anno 1900 organizzò una prima "Esposiciòn Nacional de Bellas Artes", sul modello di quella realizzata l'anno prima nella capitale, con una giuria composta da tre prestigiosi artisti da essa provenienti.
Filippo Mastellari vi partecipò e vinse il primo premio nella sezione "ritratti", ex aequo con Juan Bernardet. Anche lo spagnolo Josè Arpa Perea (1858-1952), da poco residente a Puebla, partecipò e vinse altri due secondi premi in altre sezioni, il paesaggio e la composizione.
Nel recente studio di Monserrat Galì Boadella "Josè Arpa Perea in Messico. 1895-1910" è scritto che l'italiano Filippo Mastellari eseguì per altre case di Puebla "pitture simili" a quelle eseguite da Arpa, e presumibilmente da lui stesso, nell'edificio Serfin, palazzo signorile completamente decorato da pitture murali in ogni ambiente. I due pittori lavorarono insieme anche nella Casa Conde, dove si attribuiscono al Mastellari gli affreschi dei plafond delle camere da letto (op, cit. pag.254, 255, 256).
Martha Fernandez, in un saggio del 2012, sottolinea il rilievo dato ai due pittori, l'italiano e il sevillano vissuti a Puebla nello stesso periodo, che lavorarono intensamente per la borghesia pueblana (vedi "La Casa de Minerva. Arte e historia en el patrimonio edificado de la PUAB -Benemerita Universitad Autonoma di Puebla).
Nel 1903 Filippo pubblicò un saggio di geometria intitolato La quadratura del circolo, scritto in italiano e tradotto in spagnolo, edito dalla Scuola Tipografica Salesiana. Copie di questo singolare libro sono in alcune importanti biblioteche negli USA. A Puebla, dove nacquero il secondo figlio Nino, nel 1903, e Pia, nel 1906, rimase vari anni ma quando il lavoro cominciò a scarseggiare, per la difficile situazione politica e le tragiche vicende della rivoluzione messicana, che provocò proprio a Puebla una strage nel 1911, si trasferì con la famiglia a Los Angeles dove però fu sorpreso da un terribile terremoto che lo indusse a trasferirsi a Cuba.
Non si conosce l'esatta collocazione delle tante opere realizzate a Puebla, ma la fama di Filippo Mastellari in Messico è rimasta nel tempo, se è stata notata e citata da una docente e ricercatrice di storia dell'arte, Vera Moralez Perez, in un suo saggio del 2006 che lo indica come autore di una serie di alegorias che ebbero influenza per il rinnovamento dell'ambiente artistico locale.
A Cuba, nella capitale L'Avana, visse gli ultimi anni continuando a lavorare come pittore per case private e chiese. 
Filippo morì nel 1922 per una malattia ai polmoni.

## Famiglia
Era sposato con Salomè Maecha Enciso da cui ebbe tre figli: 
- Josè Mastellari Maecha nato a Colima, Messico nel 1892, morto di colera il 20.6.1937 a L'Avana, Cuba
- Nino Mastellari Maecha nato il 10.11.1903 a Puebla, Messico, morto nel 1973 a L'Avana, Cuba
- Pia Mastellari Maecha nata il 27.7.1906 a Puebla in Messico, morta il 12.5.1988 a L'Avana, Cuba. Pia era sposata con Luis Diaz Soto (1905-1958) da cui ebbe l'unico figlio Marcos Diaz Mastellari (nato a L'Avana, Cuba il 11.1.1945)[5].

I figli Josè (1892-1937) e Nino (1903-1973) ereditarono dal padre una buona sensibilità artistica e aprirono un laboratorio di pittura, specializzandosi nella realizzazione di vetrate e lucernari in mosaico di vetro legato col piombo (vitrales), alcuni dei quali collocati presso il Capitolio (opera di Josè) a L'Avana o esposti in musei della capitale cubana; Nino Mastellari in particolare è ricordato ancora oggi come "maestro vidriero" e realizzò le vetrate artistiche in Casa Ballestreros e nel ristorante "Las Ruinas" nel parco Lenin dell'Avana su disegno del famoso pittore René Portocarrero.